# Cmentarz ewangelicki w Rydzynach
Cmentarz ewangelicki w Rydzynach – znajduje się przy drodze do Woli Zaradzyńskiej w odległości około 150 metrów od zabudowań. Powstał najpewniej w XIX wieku i ma kształt prostokąta (najstarszy zachowany nagrobek pochodzi z 1886 roku i kryje szczątki Johanna Gottlieba Pudryckiego). W południowo-zachodniej części nekropolii dwa groby żołnierzy rosyjskich poległych w 1914 roku. Teren nekropolii do dziś służy sporadycznym pochówkom okolicznych ewangelików